# Península Olympic

Imagem de satélite da Península Olímpica

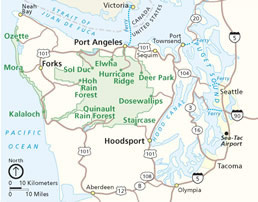
A Península Olímpica e o Parque Nacional Olímpico

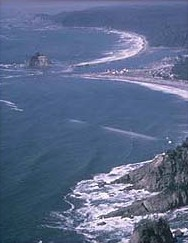
Santuário Nacional Marinho da Costa Olímpica

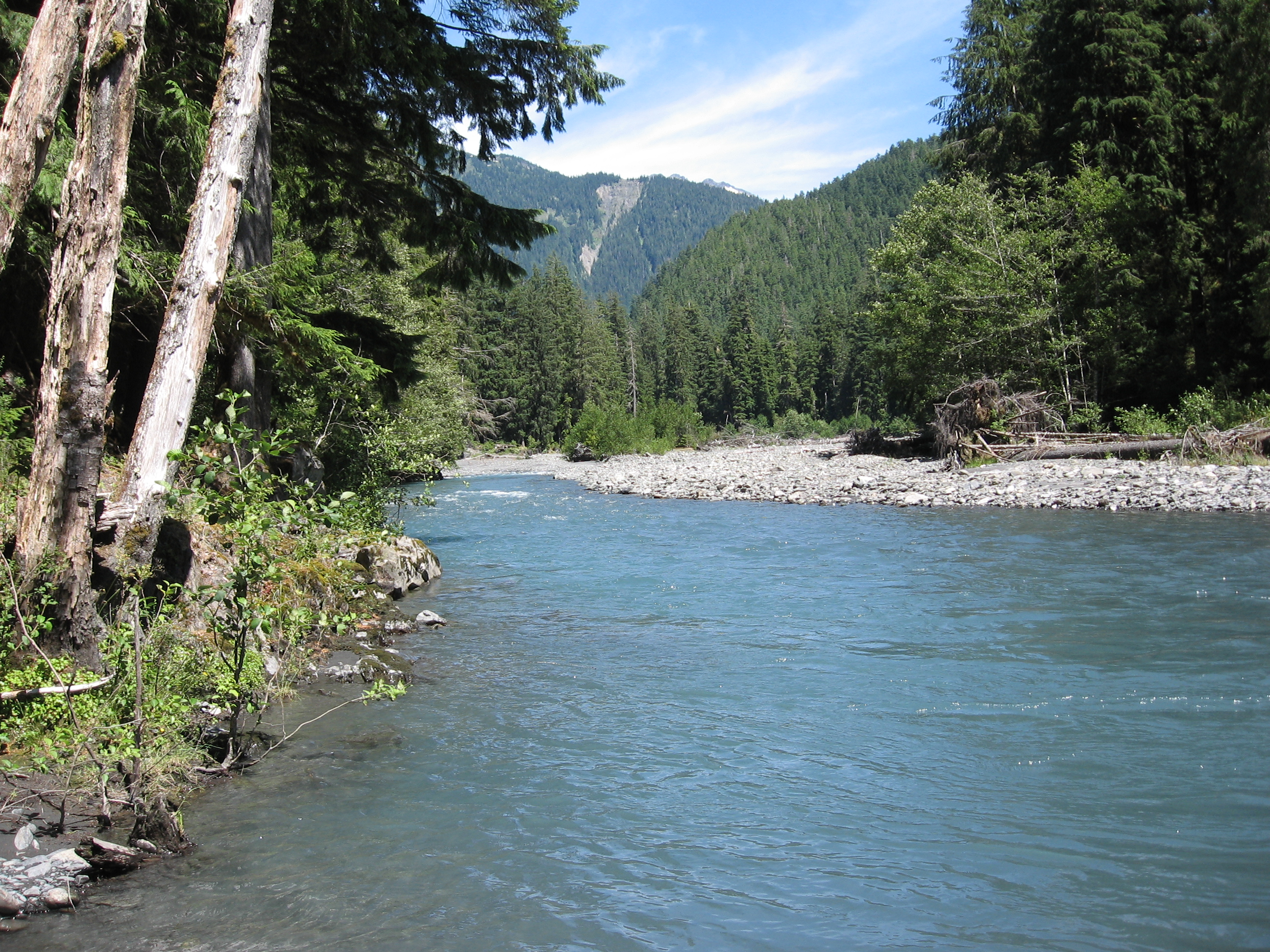
Rio Queets

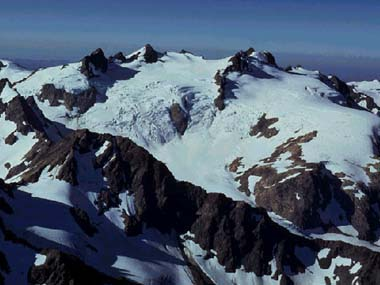
Monte Olimpo

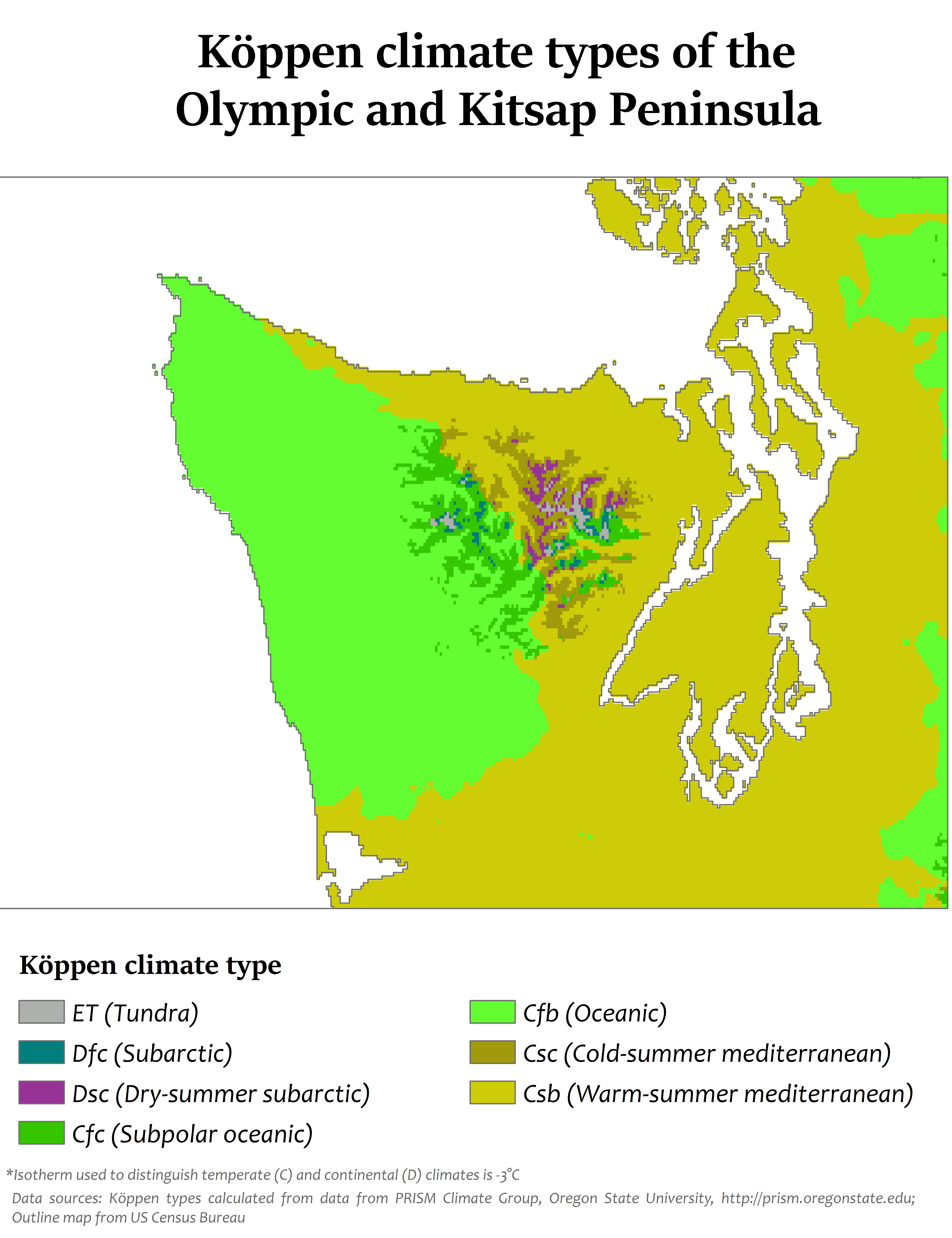
Tipos climáticos de Köppen da Península Olímpica

A Península Olímpica (em inglês, Olympic Peninsula) é uma vasta península na parte ocidental do estado de Washington, nos Estados Unidos. Se localiza ao longo do estuário de Puget e começa em Seattle. É rodeada a oeste pelo Oceano Pacífico, a norte pelo Estreito de Juan de Fuca, e a leste pelo estuário de Puget e Canal Hood.
O Cabo Alava, o ponto mais ocidental dos Lower 48 (o grupo de 48 estados contíguos dos Estados Unidos), e o Cabo Flattery, o extremo noroeste, ficam nesta península. É muito montanhosa, e inclui as Montanhas Olímpicas, cujo ponto mais alto é o Monte Olimpo, com 2 427 metros de altitude. O Parque Nacional Olímpico também se situa na península.